# Hà nu
Hà nu (danh pháp hai phần: Ixonanthes chinensis) là loài thực vật thuộc họ Hà nu. Cây hà nu có ở Việt Nam và Trung Quốc. Loài này đang bị đe dọa mất môi trường sống.